# Robert de Nola
Robert de Nola (zwany też Robert de Noia, Rupert de Nola lub Mestre Robert – mistrz Robert) – XVI-wieczny kataloński szef kuchni. Autor Llibre del Coch – pierwszej wydanej drukiem katalońskiej książki kucharskiej. 
Niewiele wiadomo o jego życiu. Prawdopodobnie urodził się w Katalonii. Jednak poza jego przydomkami nie ma innej wskazówki, że urodził się w miejscowości o nazwie Nola lub Noia. Ze wzmianki w Llibre del Coch wiadomo, że był kucharzem króla Neapolu Ferdynanda I. 
Pierwsze znane wydanie jego książki ukazało się w Barcelonie w 1520 roku w języku katalońskim. Zawierało ok. 200 przepisów (w tym wiele na potrawy z ryb i owoców morza) oraz zalecenia kulinarne (m.in. dotyczące nakrywania do stołu). Llibre del Coch była wielokrotnie wznawiana już w XVI wieku, została też w 1525 roku przetłumaczona na język kastylijski. 
Mieszcząca się w Figueres restauracja Mas Pau oraz miejscowy tygodnik "Hora Nova" przyznawały w latach 80. XX wieku nagrodę im. Roberta de Nola dla autorów programów i publikacji kulinarnych.